# UGM-96A Трайдент I С-4
UGM-96A Тра́йдент I С-4 (UGM-96 Trident I, UGM-96A или Трайдент С4, от англ. trident — трезубец) — американская баллистическая ракета подводных лодок, созданная фирмой «Lockheed Martin Space Systems» в Саннивейле, Калифорния. На вооружение ВМС США принята в 1979 году. Снята с вооружения в начале XXI века, её заменили ракеты Трайдент II.
Разрабатывалась для замены ракет Посейдон на существующих ПЛАРБ типа Джеймс Медисон и ПЛАРБ типа Бенджамин Франклин. Кроме того комплекс Трайдент I был установлен на 8 первых подводных лодок проекта Огайо.
Представляла собой трёхступенчатую ракету на твёрдом топливе.

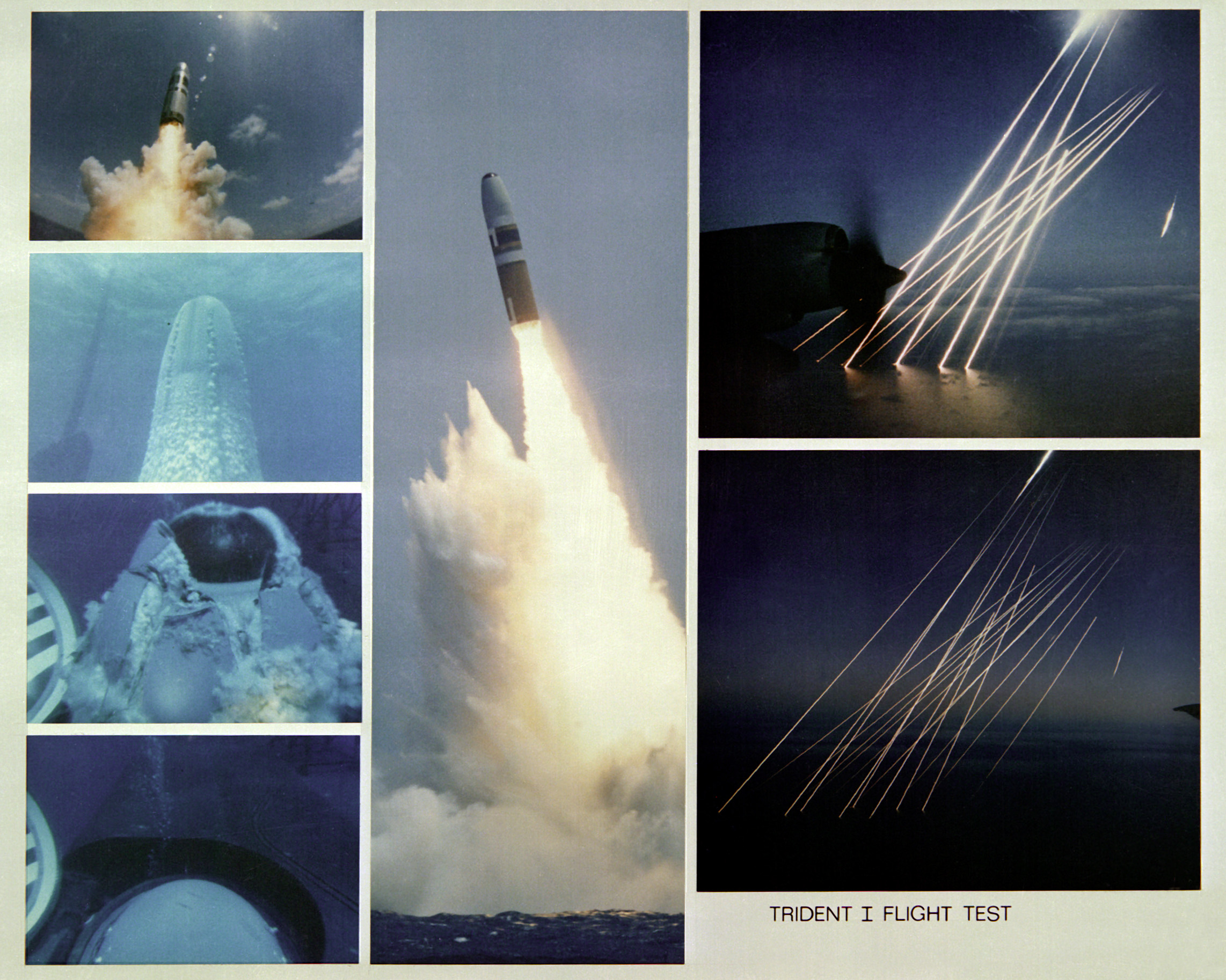
Монтаж из фотографий запусков ракет Трайдент I

## Характеристики
- Дальность: 7400 км
- Система наведения: инерциальная с корректировкой по звёздам
- КВО: 380 м
- Боеголовка: разделяющаяся ядерная с шестью моноблочными боеголовками W76 (Марк IV) мощностью 100 кт. [2]

### Сравнительные характеристики
| ТТХ                                 | Р-29РМ                                      | Синева                                      | Р-39         | Булава                                               | Трайдент I       | Трайдент II      | M51      | M51.2    | Цзюйлан-2           | Цзюйлан-3           |
| ----------------------------------- | ------------------------------------------- | ------------------------------------------- | ------------ | ---------------------------------------------------- | ---------------- | ---------------- | -------- | -------- | ------------------- | ------------------- |
| Разработчик (головное учреждение)   | ГРЦ                                         | ГРЦ                                         | ГРЦ          | МИТ                                                  | Lockheed Martin  | Lockheed Martin  | EADS     | EADS     | Хуан Вэйлу (黄纬禄) | Хуан Вэйлу (黄纬禄) |
| Год принятия на вооружение          | 1986                                        | 2007                                        | 1984         | 2012                                                 | 1979             | 1990             | 2010     | 2010     | 2009                | —                   |
| Максимальная дальность стрельбы, км | 8300                                        | 11 500                                      | 8250         | 9300                                                 | 7400             | 11 300           | 9000     | 10 000   | 8000                | 9000                |
| Забрасываемый вес, кг               | 2800                                        | 2800                                        | 2550         | 1150                                                 | 1500             | 2800             | —        | —        | 700                 | —                   |
| Мощность боевых блоков, кт          | 4×200, 10×100                               | 4×500, 10×100                               | 10×200       | 6×150                                                | 6×100            | 8×475, 12×100    | 6—10×150 | 6—10×100 | 1×1000, 1×250, 4×90 | —                   |
| КВО, м                              | 550                                         | 250                                         | 500          | 120…350                                              | 380              | 90…500           | 150…200  | 150…200  | 500                 | —                   |
| Противодействие ПРО                 | Настильная траектория, РГЧ ИН, средства РЭБ | Настильная траектория, РГЧ ИН, средства РЭБ | РГЧ ИН       | Сокращённый активный участок, настильная траектория, | РГЧ ИН           | РГЧ ИН           | РГЧ ИН   | РГЧ ИН   | РГЧ ИН              | РГЧ ИН              |
| Стартовая масса, т                  | 40,3                                        | 40,3                                        | 90,0         | 36,8                                                 | 32,3             | 59,1             | 52,0     | 56,0     | 20,0                | —                   |
| Длина, м                            | 14,8                                        | 14,8                                        | 16,0         | 11,5                                                 | 10,3             | 13,5             | 12,0     | 12,0     | 11,0                | —                   |
| Диаметр, м                          | 01,9                                        | 01,9                                        | 02,4         | 02,0                                                 | 01,8             | 02,1             | 02,3     | 02,3     | 02,0                | —                   |
| Тип старта                          | Мокрый (заполнение водой)                   | Мокрый (заполнение водой)                   | Сухой (АРСС) | Сухой (ТПК)                                          | Сухой (мембрана) | Сухой (мембрана) |          |          |                     | —                   |